# Satka
Satka – miasto w Rosji, w obwodzie czelabińskim. W 2010 roku liczyło 45 178 mieszkańców.

## Nauka i oświata
W mieście znajduje się filia Południowouralskiego Uniwersytetu Państwowego.